# Malus fusca
Malus fusca är en rosväxtart som först beskrevs av Constantine Samuel Rafinesque, och fick sitt nu gällande namn av Schneid.. Malus fusca ingår i släktet aplar, och familjen rosväxter. Inga underarter finns listade i Catalogue of Life.

## Bildgalleri

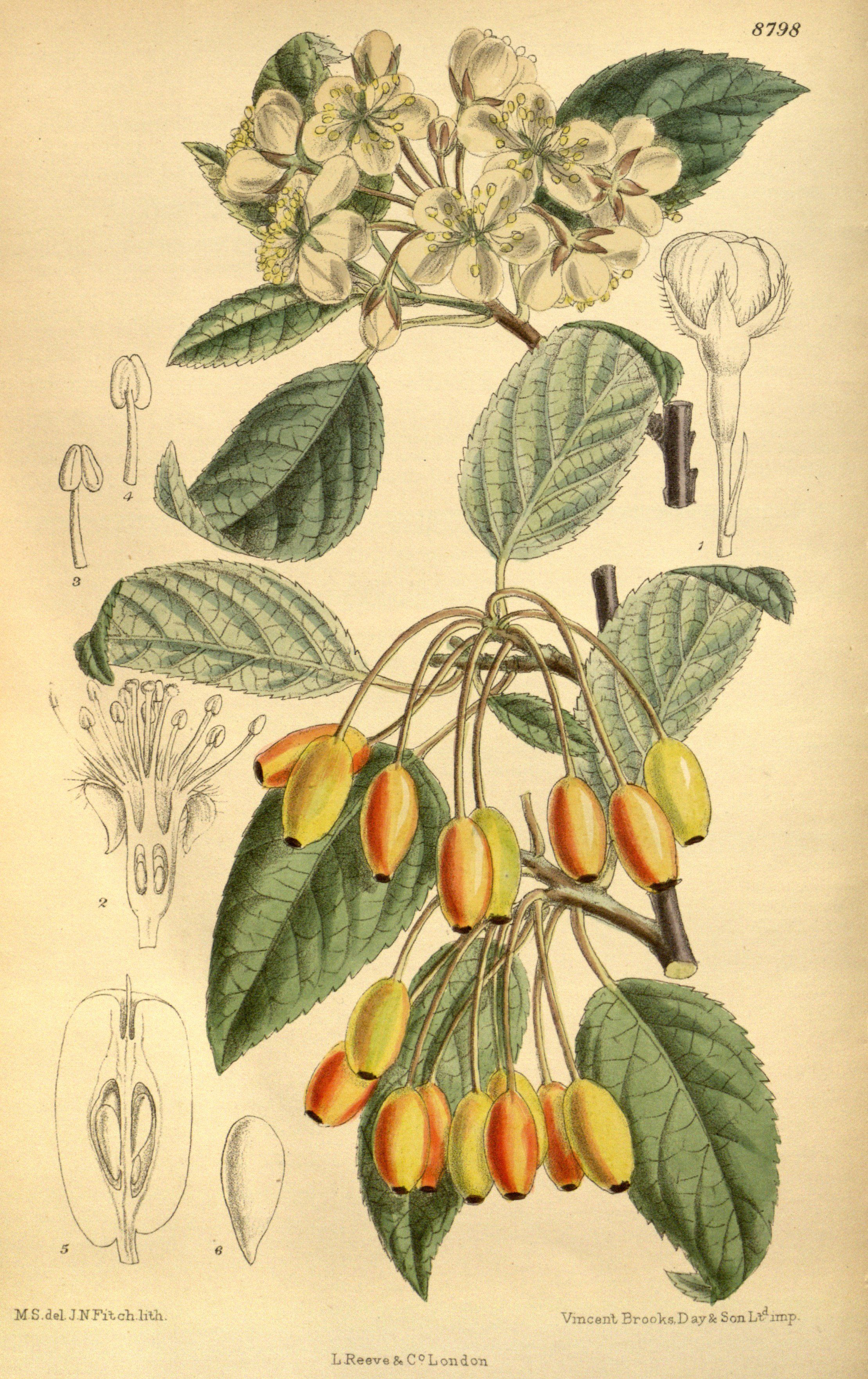
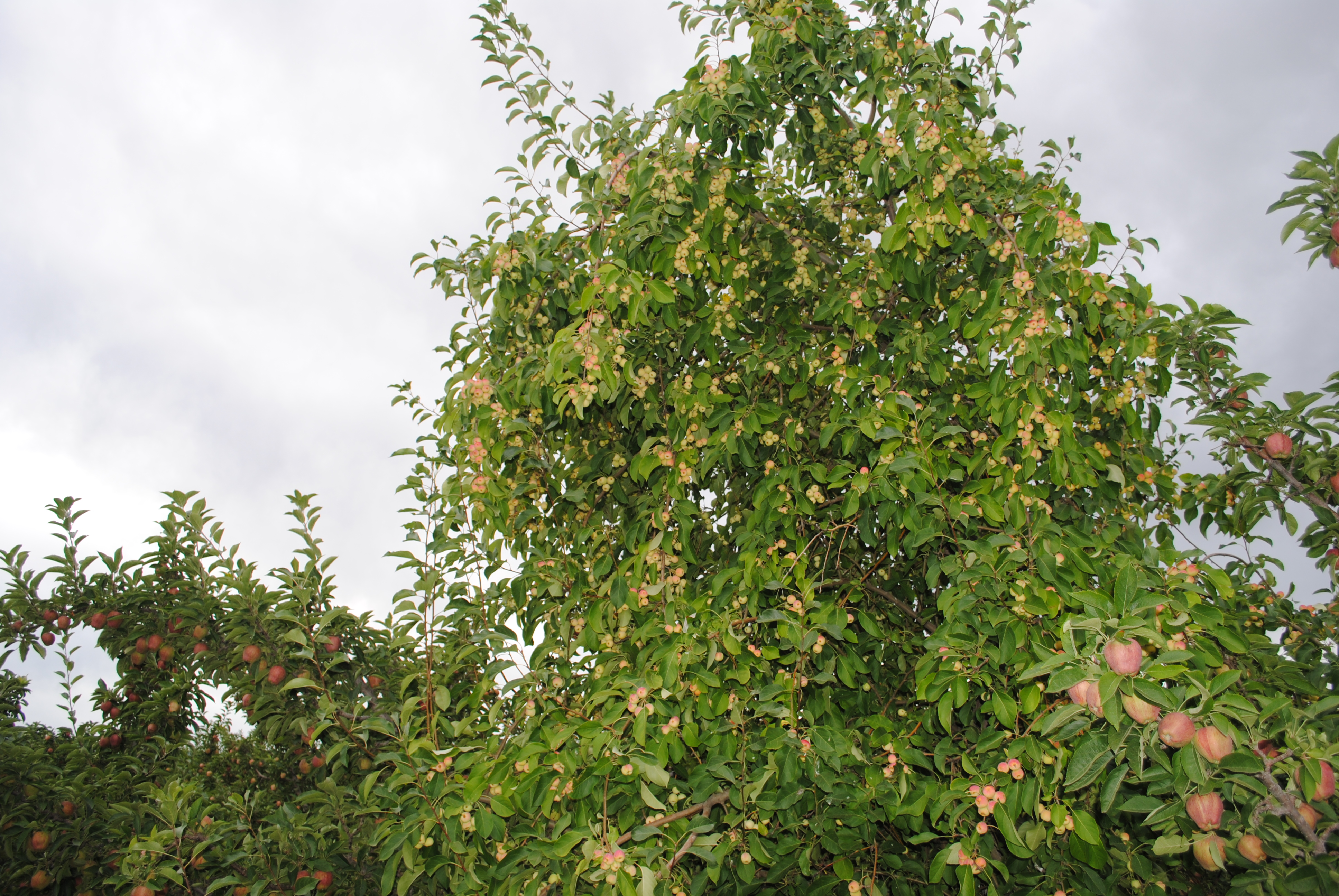
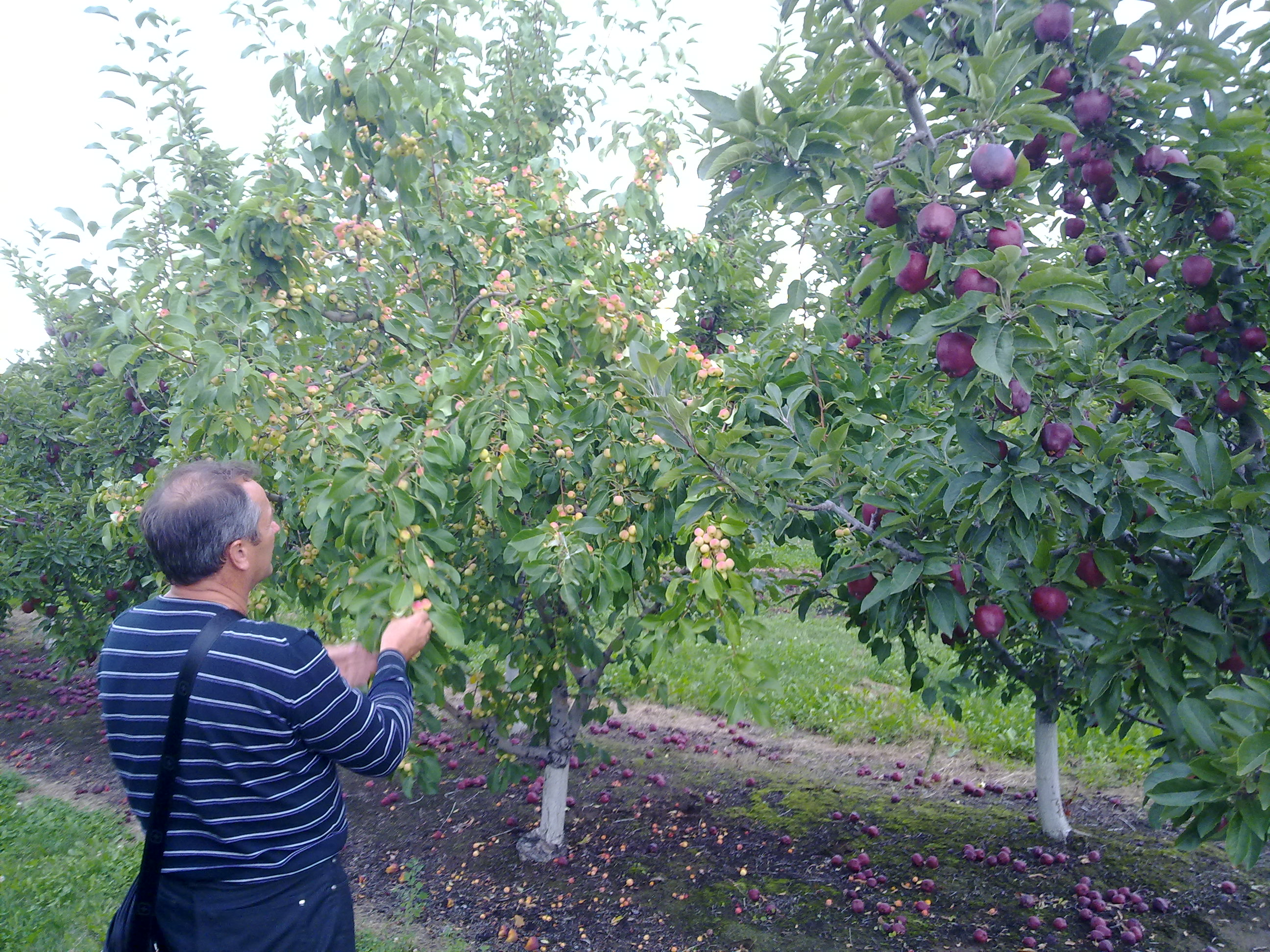
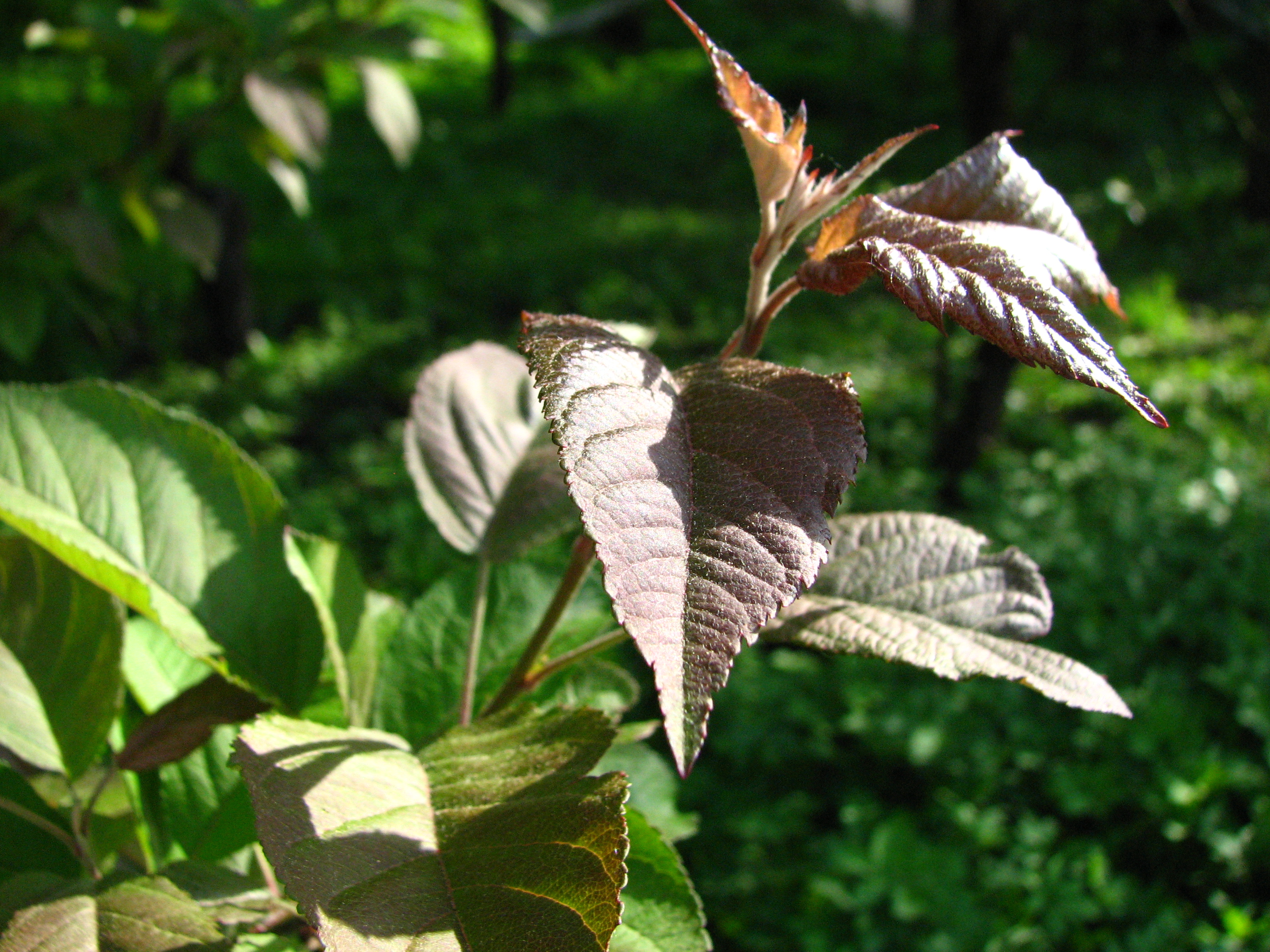
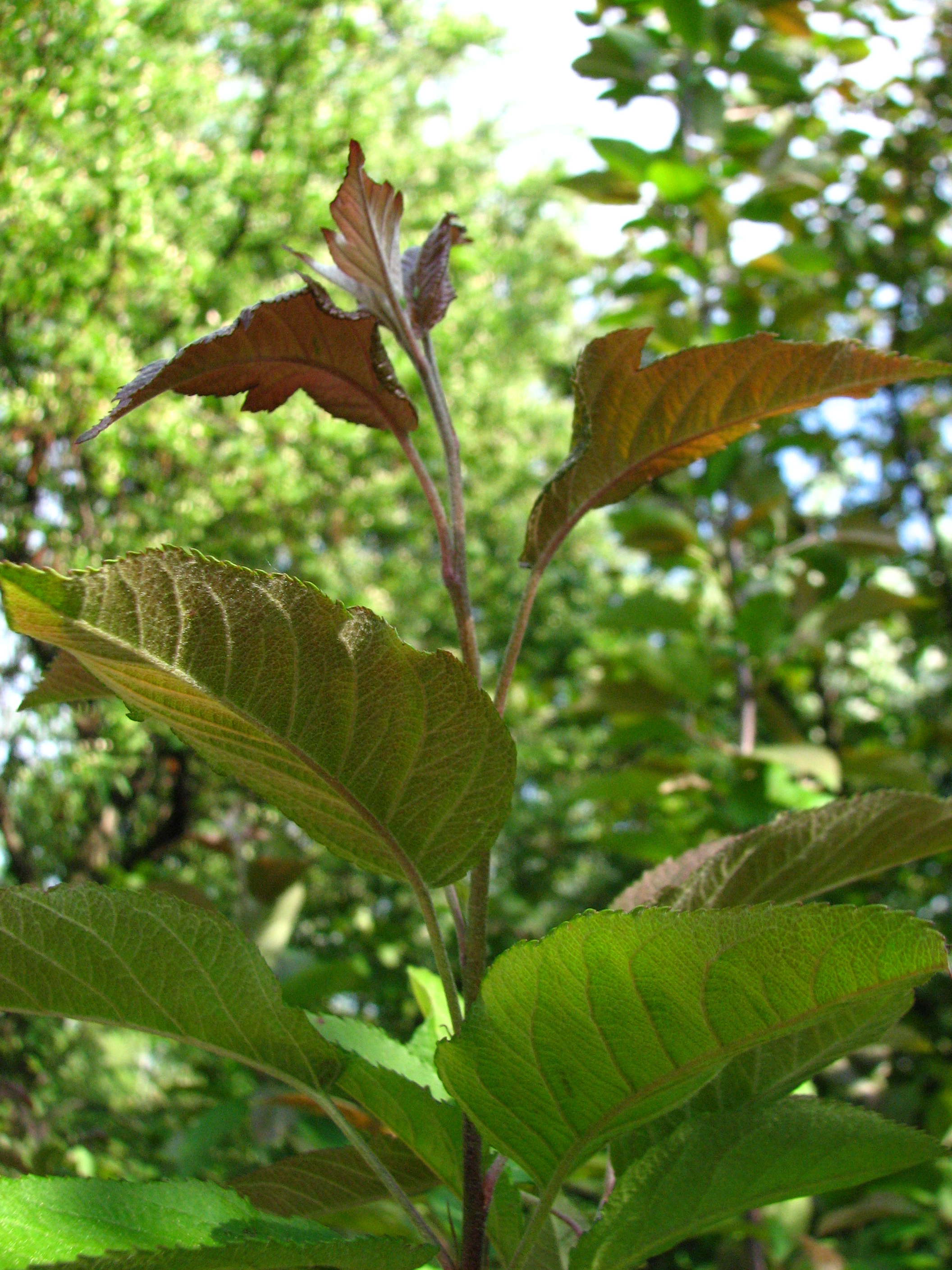